# Agrypon lycaenae
Agrypon lycaenae är en stekelart som beskrevs av Dasch 1984. Agrypon lycaenae ingår i släktet Agrypon och familjen brokparasitsteklar. Inga underarter finns listade i Catalogue of Life.